# Arisztóvulosz Petmezász
Arisztóvulosz Petmezász (görögül: Λεωνίδας Τσικλητήρας; Kalávrita, Görögország, születési ideje ismeretlen – ?) görög olimpikon, tornász, sportlövő.
Az 1896. évi nyári olimpiai játékokon indult tornában, a lólengésben. Nem nyert érmet.
Indult még hadipuska és katonai pisztoly számokban a sportlövészet keretein belül. Érmet nem nyert.